# ヨゴレババ古墳群
ヨゴレババ古墳群（ヨゴレババこふんぐん）は、兵庫県豊岡市竹野町田久日字坊主が鳴にある古墳群。日本海を望む岬の断崖絶壁上に立地し、豊岡市指定の史跡である。

## 概要
横穴式石室を主体部とする直径12メートル程の2基の円墳である。両古墳の間は約35メートル離れている。この古墳群にたどり着くには、海岸の道路から20分近く岬の斜面を降る必要がある。7世紀前半に造られたと考えられている。
日本海を臨む位置にあり、2号墳石室の天井は、高句麗の古墳に見られる石室構築技術である「隅三角持送り技法」のため、渡来系の被葬者像が想定されている。

## 文化財
1980年（昭和55年）3月26日に市の史跡に指定された。